# Leopold Trepper

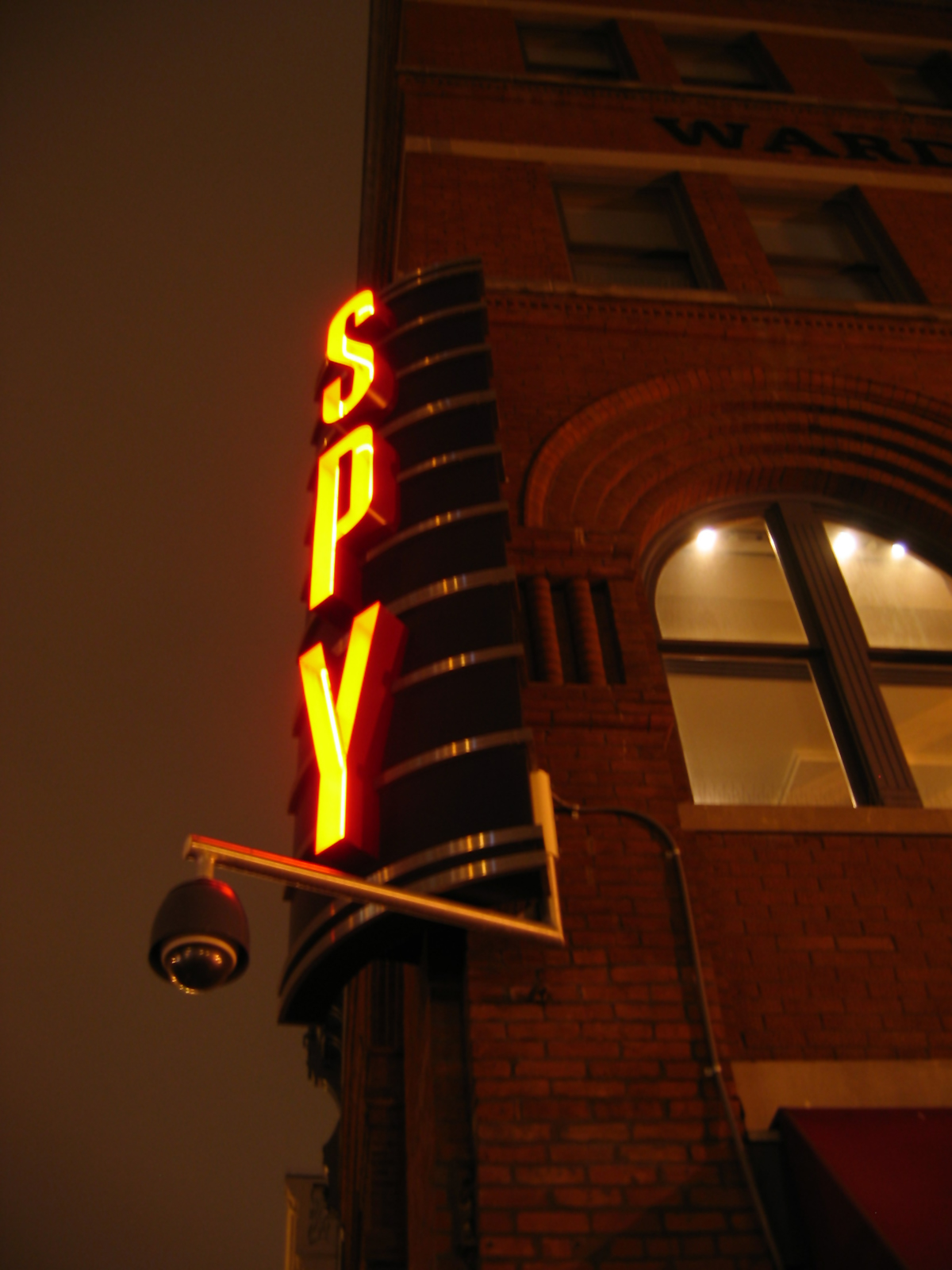
Museo delle Spie, New York

Leopold Trepper (לאופולד טרפר; Nowy Targ, 23 febbraio 1904 – Gerusalemme, 19 gennaio 1982) è stato un attivista polacco naturalizzato israeliano che nel periodo della seconda guerra mondiale svolse attività spionistica antinazista.

## Biografia
Trepper nacque in Polonia in una famiglia ebraica; inizialmente studiò storia e letteratura nelle università di Lemberga e di Cracovia, ma alla morte del padre dovette abbandonare gli studi e mettersi a lavorare. Fece l'operaio in una industria metallurgica della Slesia; divenne membro della cellula comunista della sua fabbrica e, per tale motivo, nel 1926 fu arrestato a Katowice. Dopo otto mesi di prigione fu scarcerato ed, avvicinatosi al movimento sionista, dal quale prese poi fortemente le distanze, lasciò la Polonia, si trasferì in un kibbutz, assunse il nome di Leiba Dab e diventò un militante comunista nelle file del Partito Comunista di Palestina, entrando nel 1929 nel locale comitato centrale.
Nel 1930 fu tratto in arresto per motivi politici. Rientrato in Europa, a Parigi, fu, prima e durante la seconda guerra mondiale, il capo dell'Orchestra Rossa, una delle principali reti spionistiche antinaziste, organizzandone le basi in Francia e in Belgio. Trepper reclutava i membri della "Orchestra" fra gli antifascisti della comunità ebraica: tra l'altro, è proprio il controspionaggio nazista a coniare il nome Die Rote Kapelle (Orchestra Rossa), anche perché "Orchestra" era il nome convenzionale delle organizzazioni spionistiche forti (dove il "direttore d'orchestra" era il capo, il "pianista" era l'operatore radio, ecc.).
Arrestato dalla Gestapo in circostanze banali (doveva completare una cura dentistica e fu arrestato presso lo studio medico, durante la visita). Approfittando del rispetto che i nazisti gli mostravano, finse di collaborare con loro, ma riuscì, invece, ad avvertire il "Centro" (Mosca) della sua cattura e dell'imminente invasione dell'Unione Sovietica da parte di Hitler, dando avvio al "Grande Gioco", cioè un incredibile intreccio spionistico che mise in rilievo la sua determinazione e le sue grandi capacità di improvvisazione.
Rientrato in Unione Sovietica al termine della guerra, venne arrestato per aver espresso critiche alla politica staliniana, rimanendo in carcere per oltre nove anni. Scarcerato, rientrò in Polonia dove divenne presidente della comunità ebraica polacca, ma fu costretto all'esilio dalla politica antiebraica del governo. Si rifugiò in Israele, dove trovò la morte nel 1982.

### Opere
Ha scritto un'autobiografia dal titolo Il grande gioco - le memorie del capo dell'Orchestra Rossa, edito in Italia da Arnoldo Mondadori Editore nel 1976. Dal libro è stato tratto un film per la tv nel 1989 , L'Orchestre rouge, diretto da Jacques Rouffio e interpretato da Claude Brasseur.